# Nesoxypilus albomaculatus
Nesoxypilus albomaculatus är en bönsyrseart som beskrevs av Werner 1933. Nesoxypilus albomaculatus ingår i släktet Nesoxypilus och familjen Amorphoscelidae. Inga underarter finns listade i Catalogue of Life.